# Uniformes da Seleção Brasileira de Futebol
Este artigo mostra a história e a evolução dos uniformes utilizados pela Seleção Brasileira de Futebol ao longo do tempo.
Primeiramente usando camisas brancas, cor que foi "aposentada" após a derrota na Copa de 1950, e depois usando a tradicional cor canarinho. Até a derrota para o Uruguai em 1950, a seleção brasileira jogou, considerando apenas jogos de Copas do Mundo, 13 vezes com o uniforme branco. No total, alcançou sete vitórias, empatou duas partidas e saiu derrotado em quatro oportunidades.  Com a camisa branca, o Brasil conquistou três títulos: os campeonatos sul-americanos de 1919, 1922 e 1949.
Em 2007, o jornal britânico The Times elegeu a camisa do Brasil de 1970 a mais bonita da história, incluindo-se também os de clubes.

## Seleção Principal

### Histórico

#### Camisa Branca
Em 1914, quando oito associações se reuniram para a criação da Federação Brasileira de Sports (FBS), o Brasil disputou sua primeira partida da história jogando com um uniforme todo branco e com faixas azuis na região dos cotovelos, gola cadarço, calção branco e meias pretas com listras brancas.
Em 1916, a FBS deu lugar à CBD (Confederação Brasileira de Desportos), que manteve a base do uniforme da equipe. A primeira vez que o escudo da CBD foi usado foi no Campeonato Sul-Americano de 1917.
Em 1916 houve a primeira aparição das cores da bandeira nacional no uniforme da Seleção: maxi listras verticais combinadas com a gola cadarço. A experiência não agradou e acabou com a concepção de um modelito alvinegro, convertido mais tarde em alviverde.
A seleção conquistou a Copa América pela primeira vez em 1919, e a camisa usada naquela época se fixou. Era branca e azul com cordinhas na gola, e foi usada durante 15 anos com pouquíssimas alterações.
Nas duas décadas seguintes – 1920 e 1930 – o selecionado aderiu à moda europeia, escolhendo trajes bicolores para as suas vestes: camisa branca e bermuda azul.
O Brasil iniciou sua história nas Copas em 1930 com uma camisa predominantemente branca e com detalhes em azul, cor mais comum atualmente em uniformes da seleção. Essa base foi mantida até o Mundial de 1950, quando ocorreu o ‘Maracanazo’. Aquela derrota para o Uruguai em pleno Maracanã na final representaria a aposentadoria da camisa branca, que virou sinônimo de azar.
Um fato curioso aconteceu na Copa de 1938: Na partida Polônia 5–6 Brasil, a Seleção Brasileira e a Seleção Polonesa utilizavam uniformes brancos. Na hora do sorteio para ver quem precisaria utilizar uniformes de outra cor, o Brasil foi sorteado e correu contra o tempo para conseguir camisetas na cor azul. Foi a 1ª vez que a Seleção Brasileira utilizou uniformes na cor azul em sua história. A camisa possuía uma tonalidade mais clara que a do calção e não tinha o escudo da CBD, por falta de tempo hábil.
Antes de ser definitivamente "aposentada" após a derrota para o Uruguai em 1950, a referida camisa branca ainda foi utilizada no Campeonato Panamericano de 1952, onde a Seleção brasileira, basicamente formada pelos mesmo jogadores da copa de 1950, derrotou o mesmo Uruguai por 2 a 0, e em seguida sagrou-se campeã do torneio jogando com o mesmo uniforme branco de 1950. Também foi utilizada no Campeonato Sul-Americano de 1953, quando o Brasil perdeu o título novamente de forma dolorosa. A taça escapou em jogo de desempate contra o Paraguai, em derrota por 3 a 2.
O uniforme branco ainda seria utilizado em mais algumas oportunidades, antes de ser aposentada definitivamente, como em 1956, num amistoso realizado no estadio San Siro, quando a seleção perdeu para a Italia por 3 a 0, numa excursão à Europa. Há ainda uma partida pelo Campeonato Sul-americano de 1957, no Peru, quando a Revista Manchete Esportiva n.° 70, de 23 de março de 1957 mostra foto de Didi, autor de 3 gols, vestindo a camisa branca da seleção, contra o Chile no dia 13 de março de 1957, sendo este o último jogo oficial em que a camisa foi utilizada.
Até mesmo para uma Copa a camisa branca voltou a ser levada. Segundo o jornalista Mario Neto, por conta de uma confusão causada pela falta de um segundo uniforme na Copa de 1958, a CBD foi precavida para a Copa de 1962 no Chile, tendo levado além do Kit oficial com a camisa canarinho, também o kit azul (como segundo uniforme) e o kit branco (como terceiro uniforme).
A Seleção Brasileira voltou a utilizar uniformes brancos em um amistoso, que marcou as comemorações dos 100 anos da FIFA e reuniu as duas últimas seleções campeãs do mundo até então, disputado no Stade de France no dia 19 de Maio de 2004 contra a França. O placar foi 0x0. A Seleção Brasileira entrou em campo com uniformes réplicas de 1914, os primeiros da história da Seleção, com gola pólo branca e faixas azul nas mangas. Os calções brancos e meiões azul completavam o uniforme produzido pela Nike. Esta foi a última vez que o Brasil utilizou camisas brancas.
Até a derrota para o Uruguai em 1950, a seleção brasileira jogou, considerando apenas jogos de Copas do Mundo, 13 vezes com o uniforme branco. No total, alcançou sete vitórias, empatou duas partidas e saiu derrotado em quatro oportunidades. Com a camisa branca, o Brasil conquistou três sul-americanos, em 1919, 1922 e 1949.
A partida contra o Peru, em 13 de março de 1957, foi o último jogo oficial em que o Brasil jogou de branco. Depois disso, o Brasil só iria utilizá-la novamente em um jogo oficial na Copa América de 2019, depois de 69 anos, como uniforme alternativo para celebrar os 100 anos do primeiro título da seleção, conquistada na Copa América, também disputada no Brasil, em 1919.

#### Camisa Canarinho
Após a Copa de 1950, em que o uniforme branco virou sinônimo de azar, a cor branca daria lugar à amarela, após o jornal carioca Correio da Manhã, em parceria com a CBD, idealizar um concurso, em 1952, para escolher o novo uniforme do Brasil. Após o envio de mais de 200 desenhos, o vencedor foi Aldyr Garcia Schlle, um gaúcho de 19 anos, que sugeriu “camisa amarelo-ouro com frisos verdes nas golas e punhos, calção azul-cobalto com uma listra branca ao lado e meias brancas com listras verdes e amarelas”. O novo uniforme foi apresentado ao País após ser reproduzido na capa do Correio da Manhã.
Depois de estrear nos Jogos Olímpicos de 1952, o novo uniforme canarinho teve seu primeiro grande momento na Copa do Mundo de 1958, na Suécia. No entanto, a primeira conquista de Copa pelo Brasil não foi lograda com a camisa amarela. Graças a um sorteio, o Brasil teve que jogar de azul contra a Suécia na final de 1958. Depois da derrota no sorteio organizado pela FIFA, era preciso dar a notícia aos jogadores brasileiros. Paulo Machado de Carvalho, chefe da delegação, afirmou, então, que a seleção entraria em campo com a cor do manto de Nossa Senhora. 
Uma curiosidade é que foi o uniforme da Seleção Brasileira que "introduziu" o uso das estrelas em cima dos escudos das equipes brasileiras. Segundo o historiador Roberto Assaf, no Brasil, as estrelas ganharam força nos anos 70. "A camisa da seleção brasileira não tinha estrela. Quando a seleção ganhou o tricampeonato em 70, a CBF, então CBD, passou a colocar três estrelas acima do escudo da seleção. Aí, os clubes passam a imitar em definitivo", relata.
O Brasil estreou na Copa do Mundo de 1982, usando dentro do escudo um havia um raminho de café, fruto de um acordo pioneiro de patrocínio da CBF com o Instituto Brasileiro de Café (IBC). Durante o ano, o Brasil já tinha jogado com o ramo em outras partes do uniforme, mas seu uso foi vetado pela FIFA. A solução do então presidente da entidade na época para driblar a proibição foi pedir uma remodelação do escudo: saiu a Cruz de Malta e entrou a Jules Rimet, com o ramo do patrocínio em cima.
O ramo continuou no escudo da CBF até 1986, quando a FIFA convenceu a entidade a acabar com a iniciativa. Em um amistoso contra a seleção do Chile em 1987, a seleção brasileira chegou a usar uma camisa com a marca da Coca-Cola, que era patrocinadora, bem evidente. O Brasil venceu o jogo por 2 a 1, mas logo após a partida, a FIFA proibiu terminantemente o uso de patrocínios para jogos oficiais de seleções. Mas, nos treinos e entrevistas coletivas da seleção brasileira, era muito comum a cor vermelha da Coca-Cola e o logotipo da marca nos uniformes.

#### Outras Cores
- Em 1918, a Seleção vestiu uma camisa com detalhes em vermelho e azul em um amistoso contra o Dublin-URU.[4]
- Em 1919, o manto aurinegro do Peñarol foi usado em um duelo contra a Argentina.
- No Campeonato Sul-Americano de 1937, na Argentina, o Brasil, em 2 partidas, teve de jogar com cores diferentes da que estava acostumado.
  - A 1a em uma partida válida pela primeira fase: Brasil e Peru entraram em campo usando uniformes brancos. Como na época não existia uniforme reserva, um sorteio definiu o Brasil como o incumbido de trocar de uniforme para a disputa deste jogo jogos. Assim, a equipe brasileira entrou em campo com uma camisa vermelha, que foi emprestada pelo Independiente.
  - A 2a ocorreu na 2a fase, quando a Seleção teve que vestir a camisa do Boca Juniors, já que os adversários chilenos também usavam a cor branca em seus uniformes titulares.

## Símbolo de Patriotismo
Desde que o Brasil começou a ser conhecido como "O País do Futebol", a camisa verde-amarela virou uma espécie de "símbolo" e até um passaporte informal do Brasil pelo mundo. Só para se ter uma ideia, entre os símbolos nacionais brasileiros, oficiais ou não, nenhum é tão popular como a camisa amarela da seleção. É raro achar quem tenha em casa uma bandeira ou gravação do Hino Nacional, mas a camisa está nas gavetas e no inconsciente patriótico da maioria. No entender de Maurício Barros, jornalista, mestre em Ciência Política pela USP (Universidade de São Paulo) e comentarista dos canais ESPN, a camisa da seleção transcendeu o futebol por uma razão simples: como o futebol é parte fundamental do nosso cotidiano, ela acaba sendo invariavelmente o único símbolo pátrio que as pessoas têm em casa.

### Identidade de Manifestações Populares
Por ser "o símbolo brasileiro mais popular", a simbologia da camisa pesa na construção da identidade de muitas manifestações populares no Brasil. Nas Diretas Já, o amarelo (cor da camisa da seleção) deu cor para os milhões que foram à ruas, mas os manifestantes não saíram as ruas com camisas da seleção.

#### Representação de uma Ideologia Política de Direita
Segundo o sociólogo do futebol e professor da UERJ, Ronaldo Helal, por conta dos Protestos contra o governo Dilma Rousseff, em 2015, onde os manifestantes saíram as ruas vestidos de verde-amarelo, a camisa da seleção passou a significar uma adesão aos movimentos de quem se opunha aos governos do PT, por conta disso, muitos defensores dos governos de esquerda não querem mais sair as ruas vestidos com o uniforme da Seleção. O sociólogo salienta ainda que parte da rejeição se deve também aos escândalos de corrupção protagonizados pelos três últimos presidentes da Confederação Brasileira de Futebol (CBF). No entender dele, porém, “isso é uma grande bobagem. O verde e o amarelo da camisa são as cores do Brasil, símbolos pátrios. Não faz sentido renegá-los em resposta à sua apropriação por grupos políticos”.
Em janeiro de 2023, em repúdio a invasão do congresso nacional de manifestantes golpistas bolsonaristas, em negação do resultado eleitoral da vitória de Luiz Inácio Lula da Silva como presidente, a CBF divulgou uma nota oficial. Além de começar discussões e conversas com a fornecedora Nike, com propostas de desvincular a camisa da seleção brasileira de manifestações políticas de grupos terroristas e antidemocráticos.
A CBF é uma entidade apartidária e democrática. Estimulamos que a camisa seja usada para unir e não para separar os brasileiros.

## Fornecedores de Material esportivo
| Período       | Fornecedora oficial |
| ------------- | ------------------- |
| 1908–1954     | Nenhum              |
| 1954–1977     | Athleta             |
| 1977–1981     | Adidas              |
| 1981–1991     | Topper              |
| 1991–1996     | Umbro               |
| 1996–presente | Nike                |

## Evolução dos Uniformes

### De 1914 a 1990

#### Evolução dos Uniformes 1
1914 a 1917
| 1914-1917 |

1917
| 1o Uniforme | 2o Uniforme |

1918-1919
| 1918-1919 |

1919-1938
| 1919-1938 |

1942-1948
| 1942-1948 |

1949-1950
| 1949-1950 |

1950-1954
| 1950-1954 |

1954-1970
| 1954-1970 |

1970-1978
| 1970-1978 |

1978-1981
- Jogadores

| 1978-1981 |

- Goleiros

| Cores do Time · Cores do Time · Cores do Time · Cores do Time · Cores do Time |

1981-1986
- Jogadores

| 1981-1986 |

- Goleiros

| Cores do Time · Cores do Time · Cores do Time · Cores do Time · Cores do Time | Cores do Time · Cores do Time · Cores do Time · Cores do Time · Cores do Time |

1986-1990
- Jogadores

| 1986-1990 |

- Goleiros

| Cores do Time · Cores do Time · Cores do Time · Cores do Time · Cores do Time |

1990-1991
- Jogadores

| 1990-1991 |

- Goleiros

| Cores do Time · Cores do Time · Cores do Time · Cores do Time · Cores do Time | Cores do Time · Cores do Time · Cores do Time · Cores do Time · Cores do Time |

#### Evolução dos Uniformes 2
1938
| Polônia 5–6 Brasil Copa de 1938 |

1938-1948
| 1938-1948 |

1949-1950
| 1949-1950 |

1958
| Final da Copa do Mundo de 1958 |

1974-1978
| 1974-1978 |

1978-1981
| 1978-1981 |

1981-1986
| 1981-1986 |

1986-1990
| 1986-1990 |

1990-1991
| 1990-1991 |

#### Uniformes Especiais
1919 - Manto aurinegro do Peñarol usado em um duelo contra a Argentina
| 1919 |

Campeonato Sul-Americano de 1937
| Uniforme do Indpendiente utilizado contra o Peru | Uniforme do Boca Juniors utilizado contra o Chile |

Centenário da FIFA (2004)
| Centenário da FIFA |

Copa América de 2019 - Celebração dos 100 anos do Primeiro título da Seleção
- Uniforme utilizado na partida contra a Bolívia, na Copa América de 2019, como homenagem aos 100 anos do primeiro título do Brasil no Campeonato Sul-Americano, em 1919.[14]

| Copa América 2019 |

### Década de 1990

#### De 1991-1993
- Uniforme principal: Camisa amarela, calção azul e meias brancas com pequenas listras verdes e amarelas
- Uniforme de visitante: Camisa azul, calção branco com detalhes em azul e meias azuis.

| 1º Uniforme | 2º Uniforme |

#### Temporada 1994

##### Uniformes dos jogadores
- Uniforme principal: Camisa amarela, calção azul e meias brancas.
- Uniforme de visitante: Camisa azul, calção branco e meias azuis.

| 1º Uniforme | 2º Uniforme |

##### Uniformes dos goleiros
| Cores do Time · Cores do Time · Cores do Time · Cores do Time · Cores do Time | Cores do Time · Cores do Time · Cores do Time · Cores do Time · Cores do Time |

#### Temporada 1994-1996

##### Uniformes dos jogadores
- Uniforme principal: Camisa amarela, calção azul e meias brancas.
- Uniforme de visitante: Camisa azul, calção branco e meias azuis.

| 1º Uniforme | 2º Uniforme |

#### Temporada 1996-1997

##### Uniformes dos jogadores
- Uniforme principal: Camisa amarela, calção azul e meias brancas.
- Uniforme de visitante: Camisa azul, calção branco e meias azuis.

| 1º Uniforme | 2º Uniforme |

##### Uniformes dos goleiros
- Camisa verde, calção e meias verdes;
- Camisa cinza, calção e meias cinzas;
- Camisa azul, calção e meias azuis.

| Cores do Time · Cores do Time · Cores do Time · Cores do Time · Cores do Time | Cores do Time · Cores do Time · Cores do Time · Cores do Time · Cores do Time | Cores do Time · Cores do Time · Cores do Time · Cores do Time · Cores do Time |

#### Temporada 1998-1999

##### Uniformes dos jogadores
- Uniforme principal: Camisa amarela com detalhes verdes, calção azul com detalhes brancos e meias brancas.
- Uniforme de visitante: Camisa azul com detalhes brancos, calção branco com detalhes azuis e meias azuis.

| 1º Uniforme | 2º Uniforme |

#### Uniformes dos goleiros
- Camisa verde, calção preto e meias verdes;
- Camisa laranja, calção e meias laranjas;
- Camisa cinza, calção e meias cinzas;
- Camisa azul, calção e meias azuis.

| Cores do Time · Cores do Time · Cores do Time · Cores do Time · Cores do Time | Cores do Time · Cores do Time · Cores do Time · Cores do Time · Cores do Time | Cores do Time · Cores do Time · Cores do Time · Cores do Time · Cores do Time | Cores do Time · Cores do Time · Cores do Time · Cores do Time · Cores do Time |

### Década de 2000

#### Temporada 2000-2001

##### Uniformes dos jogadores
- Uniforme principal: Camisa amarela, calção azul e meias brancas.
- Uniforme de visitante: Camisa azul, calção branco e meias azuis.

| 1º Uniforme | 2º Uniforme |

#### Uniformes dos goleiros
- Camisa laranja, calção preto e meias laranjas;
- Camisa cinza, calção preto e meias cinzas;
- Camisa amarela, calção preto e meias amarelas.

| Cores do Time · Cores do Time · Cores do Time · Cores do Time · Cores do Time | Cores do Time · Cores do Time · Cores do Time · Cores do Time · Cores do Time | Cores do Time · Cores do Time · Cores do Time · Cores do Time · Cores do Time |

#### Temporada 2002-2003

##### Uniformes dos jogadores
- Uniforme principal: Camisa amarela, calção azul e meias brancas.
- Uniforme de visitante: Camisa azul, calção branco e meias azuis.

| 1º Uniforme | 2º Uniforme |

#### Uniformes dos goleiros
- Cinza com detalhes amarelos.
- Preto com detalhes cinzas.
- Amarelo com detalhes pretos.

| Cores do Time · Cores do Time · Cores do Time · Cores do Time · Cores do Time | Cores do Time · Cores do Time · Cores do Time · Cores do Time · Cores do Time | Cores do Time · Cores do Time · Cores do Time · Cores do Time · Cores do Time |

#### Temporada 2004-2005

##### Uniformes dos jogadores
- Uniforme principal: Camisa amarela, calção azul e meias brancas.
- Uniforme de visitante: Camisa azul, calção branco e meias azuis.

| 1º Uniforme | 2º Uniforme |

##### Uniformes dos goleiros
- Cinza com detalhes pretos.
- Laranja com detalhes amarelos.
- Verde com detalhes amarelos.

| Cores do Time · Cores do Time · Cores do Time · Cores do Time · Cores do Time | Cores do Time · Cores do Time · Cores do Time · Cores do Time · Cores do Time | Cores do Time · Cores do Time · Cores do Time · Cores do Time · Cores do Time |

#### Temporada 2006-2008

##### Uniformes dos jogadores
- Uniforme principal: Camisa amarela com detalhes verdes, calção azul e meias brancas.
- Uniforme de visitante: Camisa azul, calção branco e meias azuis.

| 1º Uniforme | 2º Uniforme |

##### Uniformes dos Goleiros
| Cores do Time · Cores do Time · Cores do Time · Cores do Time · Cores do Time | Cores do Time · Cores do Time · Cores do Time · Cores do Time · Cores do Time | Cores do Time · Cores do Time · Cores do Time · Cores do Time · Cores do Time |

#### Temporada 2008-2009

##### Uniformes dos jogadores
- Uniforme principal: Camisa amarela com detalhes verdes, calção azul e meias brancas.
- Uniforme de visitante: Camisa azul, calção branco e meias azuis.

| 1º Uniforme | 2º Uniforme |

##### Uniformes dos goleiros
- Camisa verde, calção preto e meias verdes.
- Camisa cinza, calção e meias cinza;
- Camisa preta, calção e meias pretos.

| Cores do Time · Cores do Time · Cores do Time · Cores do Time · Cores do Time | Cores do Time · Cores do Time · Cores do Time · Cores do Time · Cores do Time | Cores do Time · Cores do Time · Cores do Time · Cores do Time · Cores do Time |

### Década de 2010

#### Temporada 2010

##### Uniformes dos jogadores
- Uniforme principal: Camisa amarela com detalhes verdes, calção azul e meias brancas.
- Uniforme de visitante: Camisa azul, calção branco e meias azuis.

| 1º Uniforme | 2º Uniforme | Alternativo |

##### Uniformes dos goleiros
- Camisa preta com detalhes cinzas, calção e meias pretas;
- Camisa verde com detalhes pretos, calção e meias verdes;
- Camisa cinza com detalhes pretos, calção e meias cinzas.

| Cores do Time · Cores do Time · Cores do Time · Cores do Time · Cores do Time | Cores do Time · Cores do Time · Cores do Time · Cores do Time · Cores do Time | Cores do Time · Cores do Time · Cores do Time · Cores do Time · Cores do Time |

##### Uniformes de treino
- Camisa preta, calção e meias pretas;
- Camisa cinza, calção e meias cinzas;
- Camisa vermelha com detalhes pretos, calção e meias vermelhas;
- Camisa verde, calção e meias verdes.

| Jogadores 1 | Jogadores 2 | Goleiros | C. Técnica |

#### Temporada 2011

##### Uniformes dos jogadores
- Uniforme principal: Camisa amarela com faixa verde, calção azul e meias brancas.
- Uniforme de visitante: Camisa turquesa com faixa amarela, calção branco e meias turquesas.
- Uniforme de torcedor: Camisa preta, calção e meias pretas.

| 1º Uniforme | 2º Uniforme | Alternativo | Torcedor |

##### Uniformes dos goleiros
- Cinza com faixa preta;
- Preta com faixa amarela;
- Vermelha com faixa amarela;
- Verde com faixa amarela.

| Cores do Time · Cores do Time · Cores do Time · Cores do Time · Cores do Time | Cores do Time · Cores do Time · Cores do Time · Cores do Time · Cores do Time | Cores do Time · Cores do Time · Cores do Time · Cores do Time · Cores do Time | Cores do Time · Cores do Time · Cores do Time · Cores do Time · Cores do Time |

##### Uniformes de treino
- Camisa cinza com detalhes amarelos.
- Camisa vermelha com detalhes cinzas.
- Camisa branca com detalhes cinzas.

| Jogadores | Goleiros | C. Técnica |  |

#### Temporada 2012

##### Uniformes dos jogadores
- Uniforme principal: Camisa amarela, calção azul e meias brancas.
- Uniforme de visitante: Camisa azul, calção branco e meias azuis.

| 1º Uniforme | 2º Uniforme | Alternativo |

##### Uniformes dos goleiros
- Camisa verde, calção e meias verdes;
- Camisa preta, calção e meias pretas,
- Camisa branca, calção e meias brancas.

| Cores do Time · Cores do Time · Cores do Time · Cores do Time · Cores do Time | Cores do Time · Cores do Time · Cores do Time · Cores do Time · Cores do Time | Cores do Time · Cores do Time · Cores do Time · Cores do Time · Cores do Time |

##### Uniformes de treino
- Camisa azul-piscina com detalhes em verde-limão.
- Camisa vermelha com detalhes em azul-piscina.
- Camisa preta com detalhes verde-limão.

| Jogadores | Goleiros | C. Técnica |  |

#### Temporada 2013

##### Uniformes dos jogadores
- Uniforme principal: Camisa amarela, calção azul e meias brancas.
- Uniforme de visitante: Camisa azul, calção branco e meias azuis.
- Uniforme de torcedor: Camisa preta, calção e meias pretas.

| 1º Uniforme | 2º Uniforme | Torcedor |

##### Uniformes dos goleiros
- Camisa verde, calção e meias verdes;
- Camisa preta, calção e meias pretas;
- Camisa vermelha, calção e meias vermelhas.

| Cores do Time · Cores do Time · Cores do Time · Cores do Time · Cores do Time | Cores do Time · Cores do Time · Cores do Time · Cores do Time · Cores do Time | Cores do Time · Cores do Time · Cores do Time · Cores do Time · Cores do Time |

##### Uniformes de treino
- Camisa verde com degradê, calção e meias pretas;
- Camisa vermelha com degradê, calção e meias vermelhas;
- Camisa cinza, calção preto e meias cinzas.

| Jogadores | Goleiros | C. Técnica |  |

#### Temporada 2014-2015

##### Uniformes dos jogadores
- Uniforme principal: Camisa amarela, calção azul, e meias brancas
- Uniforme de visitante: Camisa azul, calção branco e meias azuis.
- Uniforme de torcedor: Camisa verde, calção verde e meias verdes

| 1º Uniforme | 2º uniforme | Torcedor |  |

##### Uniformes dos goleiros
- Camisa verde, calção e meias verdes;
- Camisa preta, calção e meias pretas;
- Camisa cinza, calção e meias cinzas;
- Camisa vermelha, calção e meias vermelhas.

| Cores do Time · Cores do Time · Cores do Time · Cores do Time · Cores do Time | Cores do Time · Cores do Time · Cores do Time · Cores do Time · Cores do Time | Cores do Time · Cores do Time · Cores do Time · Cores do Time · Cores do Time | Cores do Time · Cores do Time · Cores do Time · Cores do Time · Cores do Time |  |

##### Uniformes de treino
- Camisa verde, calção cinza-escuro e meias brancas;
- Camisa cinza, calção e meias cinzas-escuros;
- Camisa azul, calção e meias azuis.

| Jogadores | Goleiros | C. Técnica |

#### Temporada 2016 - 2017

##### Uniformes dos jogadores
- Uniforme principal: Camisa amarela, calção azul, e meias brancas
- Uniforme de visitante: Camisa azul, calção branco e meias azuis-claras com degradê em azul;
- Uniforme de torcedor: Camisa verde, calção e meias verdes.

| 1º Uniforme |  | 2° Uniforme | Torcedor |

##### Uniformes dos goleiros
- Camisa verde, calção e meias verdes;
- Camisa cinza, calção e meias cinzas;
- Camisa preta com detalhes de roxo, calção e meias pretas.

| Cores do Time · Cores do Time · Cores do Time · Cores do Time · Cores do Time |  | Cores do Time · Cores do Time · Cores do Time · Cores do Time · Cores do Time |  | Cores do Time · Cores do Time · Cores do Time · Cores do Time · Cores do Time |  |

##### Uniformes de treino
- Camisa preto com detalhes em verde-limão na gola.
- Camisa verde com detalhes em preto na gola.
- Camisa branca com detalhes em verde-limão na gola.

| Jogadores | Goleiros | C. Técnica |  |

#### Temporada 2018

##### Uniformes dos jogadores
- Uniforme principal: Camisa amarela, calção azul e meias brancas
- Uniforme de visitante: Camisa azul, calção branco e meias azuis.

| 1º Uniforme | 2° Uniforme |

##### Uniformes dos goleiros
| 1° Uniforme |  | 2° Uniforme |  | 3° Uniforme |  |

##### Uniformes de treino
- Camisa preto com detalhes em verde-limão na gola.
- Camisa verde com detalhes em preto na gola.
- Camisa branca com detalhes em verde-limão na gola.

| Jogadores | Goleiros | C. Técnica |  |

#### Temporada 2019

##### Uniformes dos jogadores
- Uniforme principal: Camisa amarela, calção azul e meias brancas;
- Uniforme de visitante: Camisa azul, calção branco e meias azuis;
- Uniforme alternativo: Camisa branca, calção e meias azuis.

| 1º Uniforme |  | 2º Uniforme |  | 3º Uniforme |

##### Uniformes dos goleiros
| 1° Uniforme | 2° Uniforme | 3° Uniforme |  |

##### Uniformes de treino
- Camisa preto com detalhes em verde-limão na gola.
- Camisa verde com detalhes em preto na gola.
- Camisa branca com detalhes em verde-limão na gola.

| Jogadores | Goleiros | C. Técnica |  |

#### Temporada 2020

##### Uniformes dos jogadores
- Uniforme principal: Camisa amarela, calção azul e meias brancas;
- Uniforme de visitante: Camisa azul, calção branco e meias azuis;

| 1º Uniforme | 2° Uniforme |

##### Uniformes dos goleiros
- Camisa preta, calção e meias pretas;
- Camisa verde, calção e meias verdes;
- Camisa vermelha, calção e meias vermelhas;
- Camisa cinza, calção e meias cinzas.

| Cores do Time · Cores do Time · Cores do Time · Cores do Time · Cores do Time |  | Cores do Time · Cores do Time · Cores do Time · Cores do Time · Cores do Time | Cores do Time · Cores do Time · Cores do Time · Cores do Time · Cores do Time | Cores do Time · Cores do Time · Cores do Time · Cores do Time · Cores do Time |

##### Uniformes de treino
- Camisa azul, calção preto e meias brancas;
- Camisa verde, calção e meias verdes;
- Camisa preta, calção e meias pretas.

| Jogadores | Goleiros | C. Técnica |

#### Temporada 2022

##### Uniformes dos jogadores
- Uniforme principal: Camisa amarela, calção azul e meias brancas;
- Uniforme de visitante: Camisa azul, calção branco e meias azuis;

| 1º Uniforme | 2° Uniforme |

##### Uniformes dos goleiros
- Camisa preta, calção e meias pretas;
- Camisa cinza, calção e meias cinzas;
- Camisa verde, calção e meias verdes.

| Cores do Time · Cores do Time · Cores do Time · Cores do Time · Cores do Time | Cores do Time · Cores do Time · Cores do Time · Cores do Time · Cores do Time | Cores do Time · Cores do Time · Cores do Time · Cores do Time · Cores do Time |

##### Uniformes de treino
- Camisa verde, calção azul e meias brancas;
- Camisa laranja, calção e meias azuis;
- Camisa azul, calção e meias azuis.

| Jogadores | Goleiros | C. Técnica |

#### Temporada 2024

##### Uniformes dos jogadores
- Uniforme principal: Camisa amarela, calção azul e meias brancas;
- Uniforme de visitante: Camisa azul, calção branco e meias azuis;

| 1º Uniforme | 2° Uniforme |

##### Uniformes dos goleiros
- Camisa cinza, calção e meias cinzas;
- Camisa verde, calção e meias verdes;
- Camisa preta, calção e meias pretas.

| Cores do Time · Cores do Time · Cores do Time · Cores do Time · Cores do Time | Cores do Time · Cores do Time · Cores do Time · Cores do Time · Cores do Time | Cores do Time · Cores do Time · Cores do Time · Cores do Time · Cores do Time |

##### Uniformes de treino
- Camisa verde, calção azul e meias brancas;
- Camisa laranja, calção e meias azuis;
- Camisa azul, calção e meias azuis.

| Jogadores | Goleiros | C. Técnica |

## Seleção Olímpica

### Histórico
A primeira participação do Brasil no futebol olímpico foi em 1952. Nestes Jogos, o Brasil estreou o amarelo como cor da camisa principal da seleção, sendo a primeira competição oficial que a equipe usou esta cor. O modelo usado tinha a sigla "Brasil" bordado na parte central, acima das cinco estrelas do Cruzeiro do Sul.
Depois de 1952, o Brasil voltou ao futebol em 1960 (Roma), 1964 (Tóquio), 1968 (Cidade do México) e 1972 (Munique) e 1976. Existem poucas imagens da seleção em campo nestes Jogos, mas há registros de partidas em 1972 e 1976 com o time vestindo uniforme semelhante ao de 1952.
Em 1984, O uniforme não possuía nenhuma relação com a CBF: produzida pela Adidas (a patrocinadora da entidade era a Topper), a camisa amarela tinha várias listras horizontais verdes, o nome do Brasil no peito e nenhum escudo.
Em 1988, assim como como em 1984, o time usou camisa da Adidas, dessa vez toda amarela, mas ainda sem escudo da CBF e com o nome do Brasil escrito. A principal novidade era o calção verde, cor fora do padrão do uniforme oficial da seleção brasileira.
Em Atlanta 1996, a seleção usou o uniforme do time principal campeão do mundo em 1994, produzido pela Umbro e com o escudo da CBF, porém com quatro estrelas acima do escudo da entidade.
Em Sydney 2000, a equipe continuou vestindo uniforme idêntico ao da seleção principal, já patrocinada pela Nike (o escudo da CBF foi mantido).
Os Jogos de Pequim-2008 foram marcados por polêmica sobre os uniformes. O Brasil estreou com a camisa produzida pela Nike idêntica à da seleção principal, tendo o símbolo da CBF no peito. Porém, o regulamento do COI proibia que as confederações exibissem escudos diferentes dos seus filiados durante os Jogos. Assim, a partir da segunda rodada, a equipe passou a jogar com a camisa sem nenhum símbolo na camisa. O mesmo valeu para outras seleções, como a Argentina.
Em Londres-2012, a camisa da Nike era idêntica à da seleção principal, mas dessa vez já com o escudo da CBF trocado pela bandeira do Brasil e os anéis olímpicos.
Para 2016, a CBF chegou a informar que, pela primeira vez, as seleções de futebol (tanto masculina quanto a feminina) seguiriam o padrão das outras modalidades olímpicas e usariam no peito o escudo do Time Brasil. Imagens, inclusive, chegaram a ser divulgadas. Às vésperas dos jogos, porém, a entidade decidiu que tanto o time masculino quanto o feminino não usariam o logo criado pelo Comitê Olímpico Brasileiro (COB) para o time Brasil. As camisas terão no peito apenas a bandeira do país, dentro de um escudo estilizado. Segundo o GloboEsporte.com, a mudança foi feita para evitar conflitos com os patrocinadores da CBF, que são diferentes do COB. Produzidas pela Nike, as camisas amarela e azul seguem o mesmo desenho das lançadas recentemente pela empresa para o time principal (a única diferença entre as mulheres é o corte, mais feminino).

### Evolução

#### Seul 1988

##### Uniformes dos jogadores
- Uniforme principal: Camisa amarela, calção verde e meias brancas.
- Uniforme de visitante: Camisa azul, calção e meias azuis.

| 1° Uniforme | 2° Uniforme |

#### Atlanta 1996

##### Uniformes dos jogadores
- Uniforme principal: Camisa amarela, calção azul e meias brancas.
- Uniforme de visitante: Camisa azul, calção branco e meias azuis.

| 1º Uniforme | 2º Uniforme |  |

#### Sydney 2000

##### Uniformes dos jogadores
- Uniforme principal: Camisa amarela, calção azul e meias brancas.
- Uniforme de visitante: Camisa azul, calção branco e meias azuis.

| 1º Uniforme | 2º Uniforme |

#### Pequim 2008

##### Uniformes dos jogadores
- Uniforme principal: Camisa amarela, calção azul e meias brancas.
- Uniforme de visitante: Camisa azul, calção branco e meias azuis.

| 1º Uniforme | 2º Uniforme |

#### Londres 2012

##### Uniformes dos jogadores
- Uniforme principal: Camisa amarela, calção azul e meias brancas.
- Uniforme de visitante: Camisa azul, calção branco e meias azuis.

| 1º Uniforme | 2º Uniforme |  |

##### Uniformes dos goleiros
- Camisa verde, calção e meias verdes;
- Camisa preta, calção e meias pretas,
- Camisa branca, calção e meias brancas.

| Cores do Time · Cores do Time · Cores do Time · Cores do Time · Cores do Time | Cores do Time · Cores do Time · Cores do Time · Cores do Time · Cores do Time | Cores do Time · Cores do Time · Cores do Time · Cores do Time · Cores do Time |

##### Uniformes de treino
- Camisa azul-piscina com detalhes em verde-limão.
- Camisa vermelha com detalhes em azul-piscina.
- Camisa preta com detalhes verde-limão.

| Jogadores | Goleiros | C. Técnica |  |

#### Rio 2016

##### Uniformes dos jogadores
- Uniforme principal: Camisa amarela , calção azul , e meias brancas
- Uniforme de visitante: Camisa azul, calção branco e meias azuis com detalhes de azul-claro.

| 1º Uniforme |  | 2º Uniforme |  |

##### Uniformes dos goleiros
- Camisa verde, calção e meias verdes;
- Camisa preta com detalhes de roxo, calção e meias pretas;
- Camisa cinza, calção e meias cinzas;

| Cores do Time · Cores do Time · Cores do Time · Cores do Time · Cores do Time |  | Cores do Time · Cores do Time · Cores do Time · Cores do Time · Cores do Time |  | Cores do Time · Cores do Time · Cores do Time · Cores do Time · Cores do Time |  |

##### Uniformes de treino
- Camisa azul-piscina com detalhes em verde-limão.
- Camisa vermelha com detalhes em azul-piscina.
- Camisa preta com detalhes em verde-limão.

| Jogadores | Goleiros | C. Técnica |  |

#### Tóquio 2020

##### Uniformes dos jogadores
- Uniforme principal: Camisa amarela, calção azul e meias brancas;
- Uniforme de visitante: Camisa azul, calção branco e meias azuis;

| 1º Uniforme | 2° Uniforme |

##### Uniformes dos goleiros
- Camisa preta, calção e meias pretas;
- Camisa verde, calção e meias verdes;

| Cores do Time · Cores do Time · Cores do Time · Cores do Time · Cores do Time |  | Cores do Time · Cores do Time · Cores do Time · Cores do Time · Cores do Time |

##### Uniformes de treino
| Jogadores | Goleiros | C. Técnica |